# Aleksander Hillbricht
Aleksander Hillbricht (ur. 17 marca 1871 we Lwowie, zm. 1940) – polski prawnik, kompozytor szachowy.
Uczęszczał do szkół gimnazjalnych w Brzeżanach i we Lwowie, w 1891 rozpoczął studia na Wydziale Prawa Uniwersytetu Lwowskiego, uwieńczone doktoratem praw. Na przełomie XIX i XX stulecia mieszkał i pracował w Tyśmienicy, po I wojnie światowej w Zabłotowie, wreszcie we Lwowie, gdzie był sędzią Sądu Apelacyjnego.
Od czasów studenckich zajmował się kompozycją szachową. Pierwsze kompozycje Hillbrichta pochodzą z 1891, a na rok 1895 przypadł jego debiut na łamach znanego czasopisma „Deutsche Schachzeitung”. Zadania szachowe publikował głównie w prasie galicyjskiej, a po odzyskaniu przez Polskę niepodległości w takich periodykach jak „Sport”, „Słowo Polskie”, „Szachy”. W 1925 zdobył pierwszą nagrodę w konkursie „Słowa Polskiego” za zadanie w dziale matów w czterech posunięciach (kompozycję tę wysoko ocenił także Marian Wróbel). Łącznie Hillbricht opracował około sto zadań, przede wszystkim trzychodówek i czterochodówek, z czego około trzydzieści opublikował w prasie polskiej i podobną liczbę w prasie zagranicznej. Aktywności w tej dziedzinie zaprzestał zapewne w latach 30. XX wieku, a w życiu turniejowym Lwowa nie brał aktywnego udziału.
Poza szachami miał szereg innych zainteresowań. Zajmował się amatorsko malarstwem — malował pejzaże i martwą naturę — fotografią (również kolorową), muzyką. Grał na flecie i na skrzypcach.
W styczniu lub lutym 1940 aresztowany we Lwowie przez NKWD, prawdopodobnie został rozstrzelany jako przedstawiciel polskiej inteligencji.